# Schizoaffectieve stoornis
Een schizoaffectieve stoornis is een psychische aandoening die zowel kenmerken heeft van schizofrenie als van een stemmingsstoornis. Een patiënt heeft dus niet alleen klachten over wanen, hallucinaties en verward denken, maar ook over manische buien en klinische depressie. De symptomen doen zich voor in één periode van diagnose. De aandoening uit zich veelal in de puberteit of jonge volwassenheid en komt vaker bij vrouwen voor. De term schizoaffectief werd in 1933 voor het eerst geopperd door Jacob Kasanin.
Het is niet eenvoudig de diagnose te stellen en er bestaat dan ook nog de nodige discussie over. Het grote probleem is om te bepalen welke groep symptomen de overhand heeft. Als zich bijvoorbeeld manische symptomen voordoen die even lang of langer duren dan de (niet zelfstandig voorkomende) schizofrene verschijnselen, is er sprake van een bipolaire stoornis met psychotische kenmerken. Duren de schizofrene verschijnselen aanzienlijk langer dan de manische symptomen, beschouwt men het ziektebeeld als schizofrenie. Als de schizofrene verschijnselen uiteindelijk iets langer duren dan de manische symptomen, maar ze tijdens de ziekteperiode in essentie gelijk optreden, kan een schizoaffectieve stoornis worden gediagnosticeerd.
Het kan verder voorkomen dat het ziektebeeld verandert en dus ook de diagnose moet worden herzien.
Naargelang het ziektebeeld onderscheidt men twee typen schizoaffectieve stoornis: het bipolaire type (manische of gemengde episoden) en het klinisch depressieve type (depressieve episoden).